# Stephen D. Schwarz
Stephen Dietrich Schwarz (* 8. November 1932) ist ein österreichischer Philosoph.

## Leben
Er studierte Philosophie an der Fordham University bei Dietrich von Hildebrand und Balduin Schwarz, seinem Vater. Er erhielt einen BA und MA in Fordham und 1966 den Ph. D. (Reid and the justification of perception) in Harvard. Er ist emeritierter Professor für Philosophie an der University of Rhode Island, wo er 1963 mit dem Unterrichten begann.

## Schriften (Auswahl)
- The moral question of abortion. Chicago 1990, ISBN 0-8294-0623-9.
  - Die verratene Menschenwürde. Abtreibung als philosophisches Problem. Köln 1992, ISBN 3-921204-07-0.
- Understanding abortion. From mixed feelings to rational thought. Lanham 2011, ISBN 0739167723.
- Why I Am Still a Catholic. From Born Catholic to Committed Catholic. 2018, ISBN 1984008676.